# Ван Схор, Карл
Карл Ван Схор (нидерл. Karl van Schoor; 1925 — год смерти неизвестен) — бельгийский шахматист. Чемпион Бельгии 1970 года.

## Биография
Карл Ван Схор был одним из ведущих шахматистов Бельгии с конца 1950-х по начало 1970-х годов. Серебряный призёр чемпионата Бельгии по шахматам в 1949 года. Участник чемпионата 1970 года, в котором занял вторую позицию в турнирной таблице. Особенностью данного соревнования было то, что в рамках одного турнира разыгрывалось 2 титула — чемпиона Бельгийской шахматной федерации (последний титул в истории) и чемпиона Бельгии. Поскольку первое место занял нидерландский шахматист Фриц ван Сетерс, он был объявлен чемпионом Бельгийской шахматной федерации, а Карл ван Схор, показавший лучший результат среди бельгийских подданных, получил титул чемпиона Бельгии.
Представлял сборную Бельгии на четырех шахматных олимпиадах (1950, 1958, 1960, 1970).